# جمعیت میهنی برای تغییر
جمعیت میهنی برای تغییر ائتلافی از شخصیت‌های و گروه‌های سیاسی و فرهنگی مصری از گرایش‌های متفاوت است که در فوریه ۲۰۱۰ به ابتکار و ریاست محمد البرادعی برای ایجاد تغییراتی در حکومت حسنی مبارک در مصر تشکیل شد. این گروه از فعالان در اعتراضات سراسری در مصر (۲۰۱۱) بود.

## اهداف
خواسته‌های این جمعیت به این شرح است:
- پایان اجرای قانون شرایط اضطراری (این قانون از سال ۱۹۶۷ - به جز در یک دورهٔ ۱۸ ماهه- پیوسته در کشور حال اجرا بوده‌است)
- نظارت کامل نظام قضائی مصر بر فرایند انتخابات
- نظارت گروه‌های مدنی ملی و محلی بر فرایند انتخابات
- برابری کاندیداهای انتخاباتی در استفاده از رسانه‌های جمعی در تمام انتخابات‌ها به ویژه انتخابات ریاست‌جمهوری
- برقراری امکان شرکت مصریان خارج از کشور در انتخابات از طریق سفارت‌خانه‌ها و کنسول‌گری‌ها
- تأمین حق شرکت در انتخابات ریاست‌جمهوری با رفع محدودیت‌های ظالمانه با توجه به التزام مصر به میثاق بین‌المللی حقوق مدنی و سیاسی، و محدودیت حق انتخاب رئیس‌جمهور به دو دوره.
- شرکت در انتخابات با کارت ملی.